# بال‌آتشیان شناگر
بال‌آتشیان شناگر (به لاتین: Palaelodidae) تیره‌ای از پرندگان منقرض‌شده در گروه بال‌آتشی‌سانان (Phoenicopteriformes) است که امروزه تنها با تیرهٔ بال‌آتشیان شناخته می‌شوند. آنها در دوران نئوژن گسترده بودند و بقایای فسیلی آنها در همهٔ قاره‌ها به‌جز قطب جنوب یافت شد. قدیمی‌ترین بقایای مربوط به این گروه در شواهد فسیلی در دوره الیگوسن در مصر و بلژیک یافت شده است، پیش از اینکه بال‌آتشیان شناگر در دوره میوسن به اوج تنوع خود برسند. پس از این، جمعیت این گروه در اوایل دوره پلیوسن کاهش یافت و سپس در بیشتر قاره‌ها منقرض شد. با این حال، بقایای یافت‌شده در نزدیکی کوپر کریک در حوضه دریاچه ایر نشان می‌دهد که بال‌آتشیان شناگر تا دوره پلیستوسن در استرالیا زنده مانده‌اند. در حال حاضر سه سرده توسط دانشمندان شناخته شده است: آدلالوپوس، پالائلودوس و مگاپالوئلودوس. بیشتر بقایای فسیلی از اروپا سرچشمه می‌گیرند و به گونه خاص، Palaelodus ambiguus، نسبت داده شده‌اند. با توجه به ماهیت پراکنده اکثر این گونه‌ها، اطلاعات کمی دربارهٔ بوم‌شناسی آنها وجود دارد. به نظر می‌رسد آنها دریاچه‌ها و تالاب‌های شور را ترجیح می‌دادند. پیش از این تصور می‌شد که پالائلودوس‌ها، کنارآبزی یا شیرجه‌زن بوده‌اند، اما پژوهش‌های اخیر نشان می‌دهد که آنها برای شنا مناسب‌تر بوده‌اند و احتمالاً از لارو حشرات و دیگر بی‌مهرگان آبزی تغذیه می‌کرده‌اند. حداقل به نظر می‌رسد مگاپالئولودوس‌ها برای «قفل کردن» پاهای خود در حالت ایستاده، سازگاری‌هایی داشته‌اند.

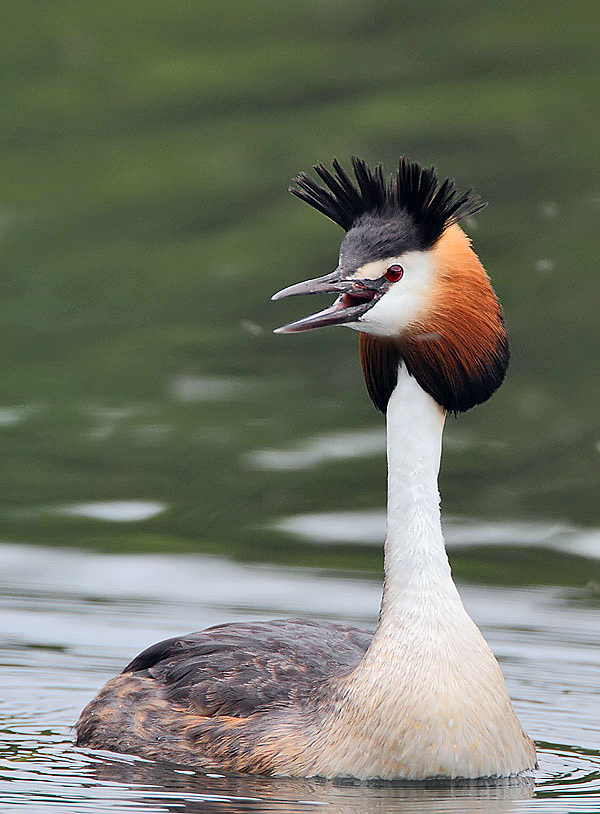
کشیم کاکلی

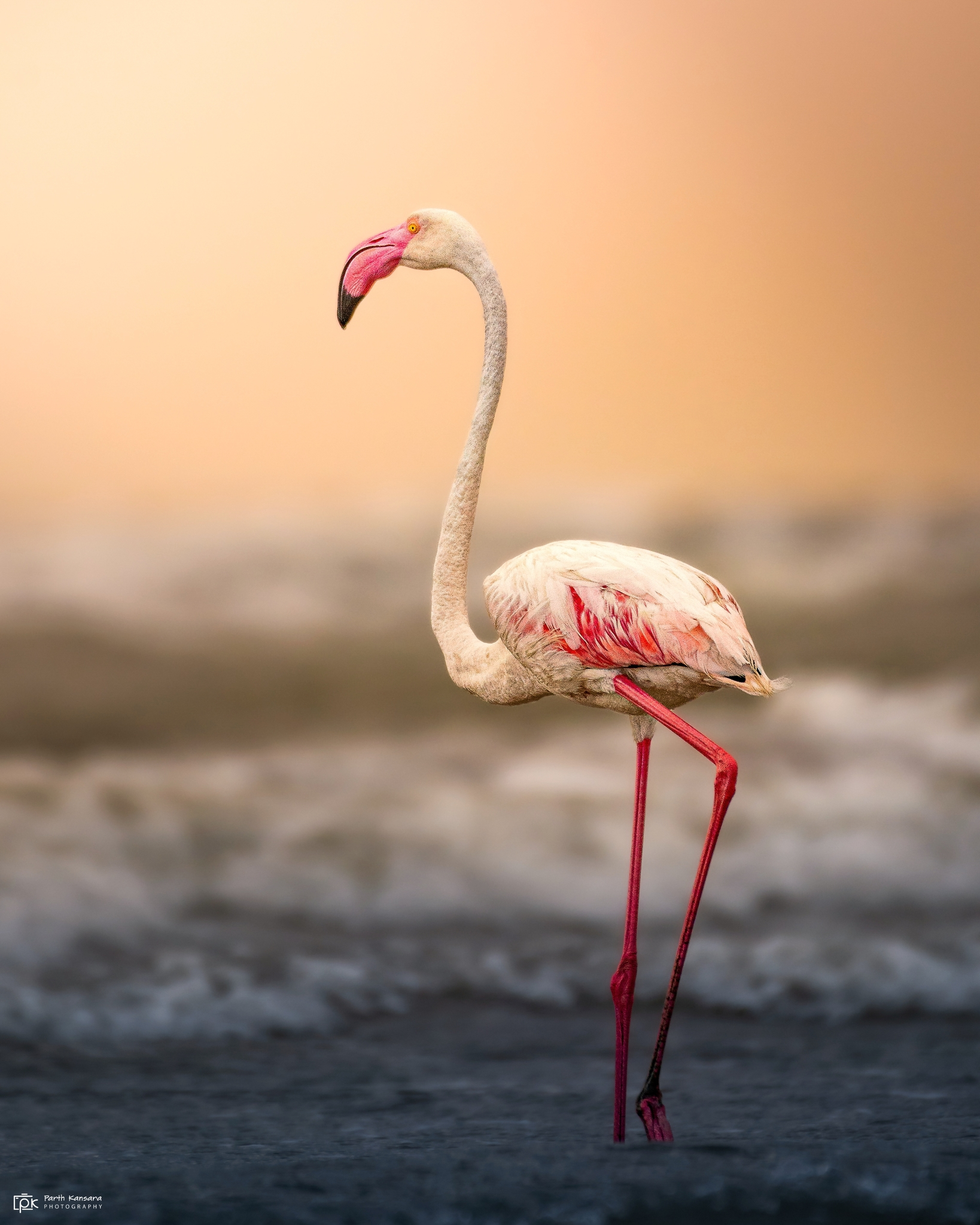
فلامینگوی بزرگ

بال‌آتشیان شناگر بیشتر به فلامینگوها و کشیم‌های شیرجه‌زن شبیه بودند.